# 2011 في الدنمارك
فيما يلي قوائم الأحداث التي وقعت خلال عام 2011 في الدنمارك.

## سياسة

### تعيين في المنصب
- 15 سبتمبر – يواكيم أولسن عضو فولكتنغ [الإنجليزية]‏.
- 3 أكتوبر – هيلي تورنينج-شميت رئيس وزراء الدنمارك.

### انتهاء فترة المنصب
- 7 أبريل – لارس لوكه راسموسن وزير المالية الدنماركي [الإنجليزية]‏،رئيس وزراء الدنمارك،وزير الداخلية الدنماركي.

## رياضة
- 1 يناير – بطولة أوروبا تحت-21 لكرة القدم 2011
- 1 يناير – بطولة العالم لسباق الدراجات على الطريق 2011

## أفلام
من الأفلام التي صدرت هذه السنة في الدنمارك:
- 1 يناير – سوداوية من إخراج لارس فون ترايير.
- 1 يناير – موديرن تايمز فوريفر

## مواليد

### يناير
- 8 يناير – جوزفين أميرة الدنمارك
- 8 يناير – فنسنت أمير الدنمارك

## وفيات

### يونيو
- 11 يونيو – كورت نيلسن (مواليد 1930) لاعب كرة مضرب دنماركي.